# Bremangerlandet
Bremangerlandet er en ø i Bremanger kommune i Vestland i Norge. Området er 153 km2. Det højeste bjerg er Hornelen, 860 meter. I dag er øen forbundet til fastlandet via den undersøiske Skatestraumtunnelen.

## Den fraflyttede Vetvika
På Bremangerlandet nordvestlige side, ud mod det åbne storhav, ligger den fraflyttede bygd Vetvika. De sidste flyttede derfra i efteråret 1951. Fraflytningen skyldtes forståelsen af, at man aldrig ville opnå elektricitet eller vejforbindelse. De år, der var skole i Vetvika, var læreren der i to uger, så to uger et andet sted. Hvis vejret ikke tillod ham at ankomme med båd, måtte han gå over bjerget. Men omkring 1900 havde der boet 36 fordelt på gårdene Solheim, Vetvik og Vollen. Mejeriprodukterne blev sendt til Bergen og holdt højt kvalitet. På gården Solheim var der 120 mål indmark, tyve køer og omkring 100 får. Om sommeren blev der fisket laks; om vinteren var der torsk næsten udenfor stuedøren. Folketallet voksede efter 1850. Kartoffel- og kornavlingerne kunne være gode, selv om kartoffelplanterne iblandt blev skadet af saltet i havgusen. Vejrforholdene var barske. Da Anders Endreson fra Vetvika skulle fejre bryllup med Marta Monsdatter fra Førde, tog han til Grotle for at hente måske så mange som elleve bryllupsgæster. Undervejs omkom de alle. Bryllupsfesten blev i stedet gravøl. Anders, der som otteårig havde mistet sin far på havet, efterlod sig en gravid fæstemø. Disse vejrforhold fik amtet til at bevilge penge til oprettelsen af en nødhavn med mole på Vetvika. Molen stod færdig i 1901 og blev til glæde også for fiskere, der drev torskefiskeri nordvest for Olderveggen. Fremmede fiskere kom også efter torsken, og "et Overfald af Søndenkuling paa Havet [var] langt mere farlig end for Hjemmefolket, da de fremmende er mindre kjendt." I 1907 måtte 72 fiskere søge læ i Vetvika på samme tid. Vejret var også afgørende, da Vetvika i 1923 sin egen gravplads. Det var besværligt og ofte farligt at ro til kirken på Grotle og senere Frøyen.

## Shetlandsfarten under krigen
Med sin afsides beliggenhed var Vetvika et udmærket startsted for persontransport til Shetland under anden verdenskrig. Det gik godt frem til efteråret 1942, da Gestapo fattede mistanke og arresterede Ole Wilhelmsen Gangsøy og Ivar Solheim. Gangsøy sonede på Grini, mens Solheim blev sendt til Sachsenhausen, hvor han sad i dødscelle for at henrettes, men blev reddet af De hvide busser og kom hjem med livet i behold.